# Tysklands Grand Prix 1985

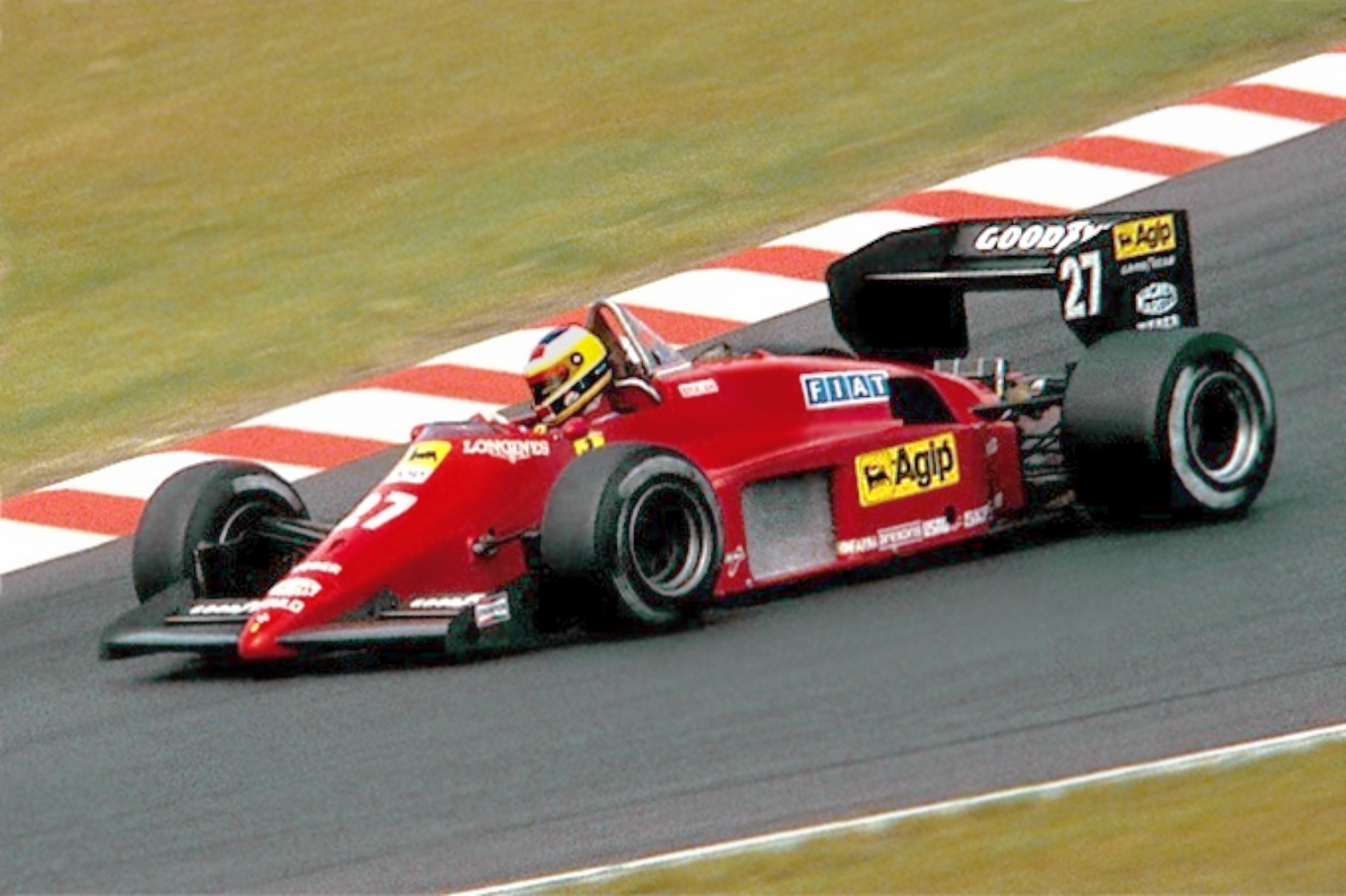
Segraren Michele Alboreto i sin Ferrari.

Tysklands Grand Prix 1985 var det nionde av 16 lopp ingående i formel 1-VM 1985.

## Resultat
1. Michele Alboreto, Ferrari, 9 poäng
2. Alain Prost, McLaren-TAG, 6
3. Jacques Laffite, Ligier-Renault, 4
4. Thierry Boutsen, Arrows-BMW, 3
5. Niki Lauda, McLaren-TAG, 2
6. Nigel Mansell, Williams-Honda, 1
7. Gerhard Berger, Arrows-BMW
8. Stefan Bellof, Tyrrell-Renault
9. Stefan "Lill-Lövis" Johansson, Ferrari
10. Martin Brundle, Tyrrell-Ford
11. Pierluigi Martini, Minardi-Motori Moderni (varv 62, motor)
12. Keke Rosberg, Williams-Honda (61, bromsar)

### Förare som bröt loppet
- Eddie Cheever, Alfa Romeo (varv 45, turbo)
- Elio de Angelis, Lotus-Renault (40, motor)
- Huub Rothengatter, Osella-Alfa Romeo (32, växellåda)
- Teo Fabi, Toleman-Hart (29, koppling)
- Ayrton Senna, Lotus-Renault (27, transmission)
- Derek Warwick, Renault (25, tändning)
- Nelson Piquet, Brabham-BMW (23, turbo)
- Patrick Tambay, Renault (19, snurrade av)
- Marc Surer, Brabham-BMW (15, motor)
- Manfred Winkelhock, RAM-Hart (8, motor)
- Riccardo Patrese, Alfa Romeo (8, växellåda)
- Francois Hesnault, Renault (8, koppling)
- Philippe Alliot, RAM-Hart (8, oljetryck)
- Jonathan Palmer, Zakspeed (7, generator)
- Andrea de Cesaris, Ligier-Renault (0, kollision)